# Càstig escolar

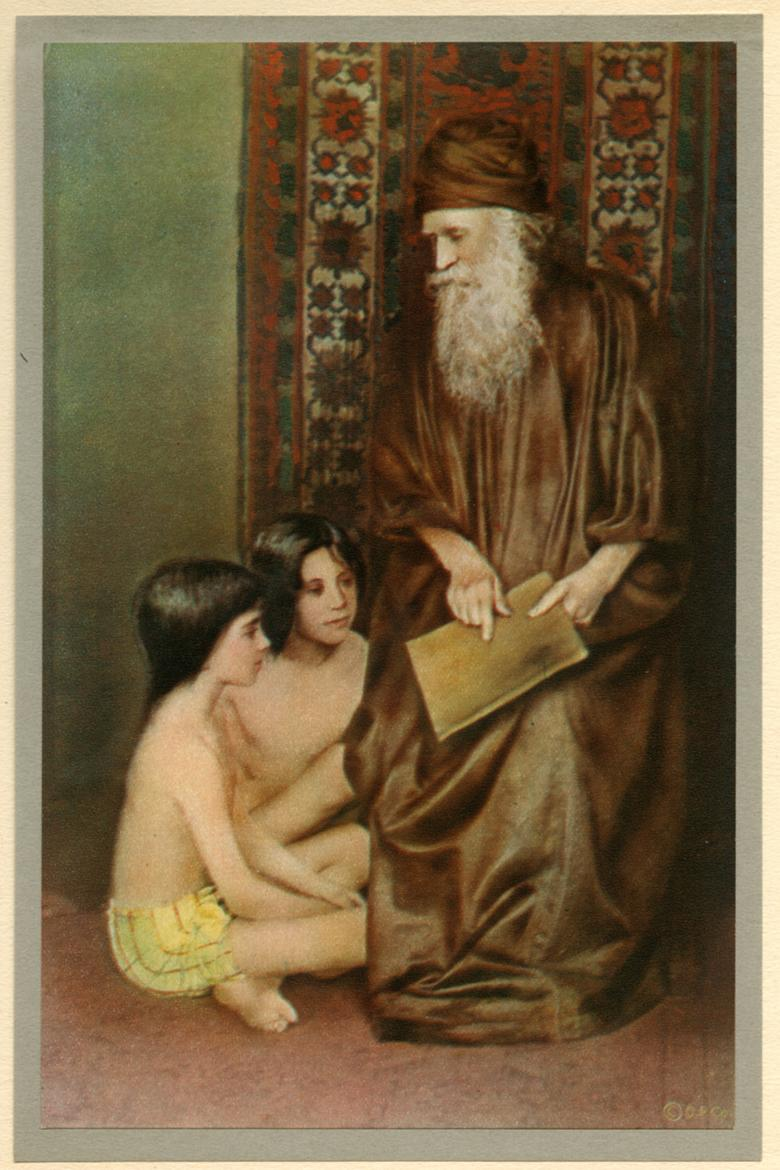
Un mestre ensenya dos nois a llegir. Els nois estan asseguts per terra i no porten camisa, senyal d'humilitat i plena obediència al seu educador.

El càstig o sanció escolar, en el sentit ordinari, és una mesura disciplinària aplicada a un alumne per un fet reprovable, però que no constitueix infracció. Les sancions més greus poden prendre la forma de sancions administratives: després són comunicades pel cap de l'establiment o/i pel consell de disciplina, en comptes de ser comunicades simplement pel professor, i poden comportar l'exclusió administrativa.
Alguns pedagogs, però, prefereixen tornar al significat propi de la paraula “sanció”, i després consideren que hi pot haver una sanció tant positiva com negativa. Aleshores defineixen la sanció com "una conseqüència previsible de les accions de l'alumne, aplicada pel professor", que pot prendre la forma tant de recompensa com de càstig.
El paper de les sancions (negatives) és un tema debatut tant en pedagogia com pels pares i la societat en general. Algunes formes de càstig, inclòs el càstig corporal (que van des de cops de bastó fins a estirar els dits o altres vexacions més perilloses), són objecte d'una intensa controvèrsia i de vegades són il·legals. Les crítiques pedagògiques contra les sancions poden estendre's a la crítica de les “hores de cua” o de la repetició d'un treball (alguns afirmen però que això no constitueix una sanció, ja que no es tracta necessàriament d'un càstig disciplinari). Per contra, els que defensen una major severitat, que consideren com una part de l'essència mateixa de l'educació, poden donar suport, per exemple, a algunes formes de càstig corporal com les cops de bastó.

## Diferència entre càstig i sanció disciplinària

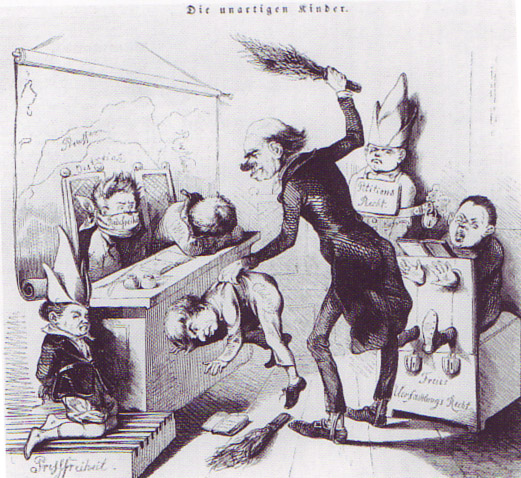
Nois dolents, alemanya, 1849: un mestre sotmet als alumnes a diversos càstigs: orelles d'ase o càstig físic.

El càstig i la sanció disciplinària es distingeixen per la seva formalitat.
- El càstig escolar és una resposta immediata que s'exerceix sobre l'alumne amb l'objectiu de reduir, o fins i tot eliminar, la conducta considerada lesiva pel personal de educatiu. Les sancions escolars les dicta el personal docent, són informals i no consten a l'expedient escolar. Segueixen un enfocament educatiu compartit per tota la comunitat educativa i prescrit en el reglament de règim intern de l'establiment.[2]
- Les sancions disciplinàries, en canvi, només les pot dictar el cap de l'establiment o el consell de disciplina que aquest convoqui. Aquestes mesures, en particular l'exclusió, són de caràcter repressiu i administratiu. Són equiparables a les sancions disciplinàries aplicables als treballadors d'una empresa (avís, acomiadament temporal o acomiadament definitiu): en efecte, es tracta més aviat d'excloure els alumnes més convulsos o els que no realitzen cap treball o esforç, a fortiori en cas d'exclusió definitiva.

## Càstig físic

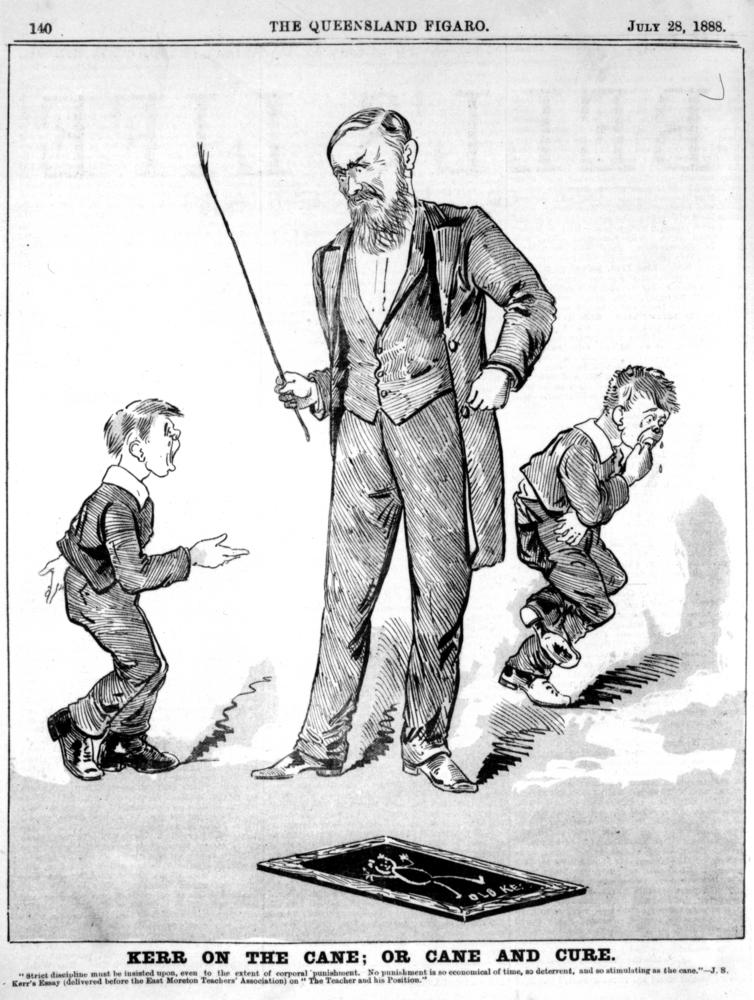
Una imatge que mostra uns alumnes rebent "Càstig corporal"

### Mesures vexatòries
Són mesures destinades a avergonyir l'alumne (davant dels seus companys o dels seus pares), o fer-li reflexionar sobre el seu comportament defectuós, per tal de dissuadir-lo de tornar a començar. El càstig més estès d'aquest tipus és el "corba ". Aquest càstig s'utilitza principalment a l'escola primària.
Càstigs com portar unes orelles de burro o un etiquetatge "amb els deures penjats a l'esquena, ara estan prohibits perquè s'assimilen al maltractament.

### Deures addicionals
Càstig consistent a donar a un alumne un treball extra, normalment escrit, a més del treball que normalment ha de fer. Això pot prendre la forma d'exercicis addicionals a realitzar en la disciplina en qüestió, conjugacions, un assaig, una presentació o una tesi sobre un tema concret (per exemple, xerrameca, soroll, etc.). Cal fer deures addicionals, ja sigui a l'escola o a casa. Es pot requerir la signatura dels pares. El treball addicional serà corregit pel professor que l'ha prescrit (possiblement amb una anotació).
Cal tenir en compte que a França, les línies de càstig estan prohibides. Tanmateix, alguns professors i fins i tot alguns pares d'alumnes encara defensen en gran manera les línies de càstig, per exemple, per a exercicis addicionals. Consideren que un càstig ha de ser senzillament desagradable i que els deures escrits només s'han de lliurar a l'alumne amb l'objectiu de fer-lo aprendre i aplicar els conceptes de l'assignatura i que, en conseqüència, no s'han de reduir mai a rang de càstig.

### Retenció fora d'hores
La pràctica escolar solia reprimir un alumne obligant-lo a tornar o quedar -se a l'escola fora de l'horari lectiu (per exemple, durant l'horari d'oficina o els dissabtes). Durant la detenció, o enganxament, l'estudiant ha de realitzar molt sovint una tasca escrita addicional que li fa el professor que la corregirà (possiblement amb una anotació).
El professor també pot retenir un alumne perquè faci un treball o un exercici que no s'hagi realitzat. També es pot retenir l'alumne per dur a terme una tasca (netejar el que s'ha embrutat, per exemple). La durada d'una cola és generalment entre una i quatre hores.
A França, la cola s'utilitza més sovint en els establiments d'ensenyament secundari (secundària i batxillerat), gairebé mai en altres tipus d'establiments. Fins i tot està prohibit a l'escola primària, on el professor que deté un nen fora de l'horari escolar assumeix la seva responsabilitat.

### Càstig corporal

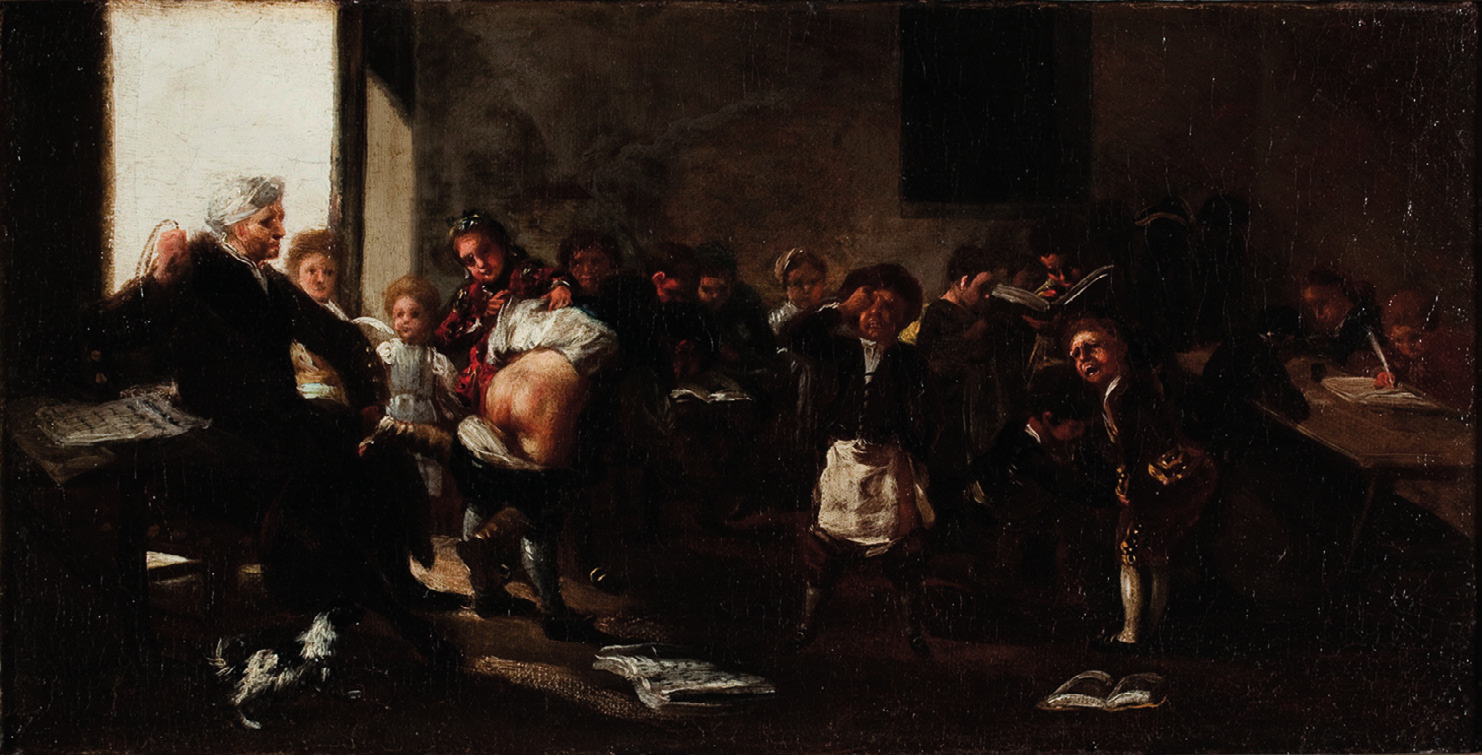
La letra con sangre entra, Goya, 1780-85

L'ús del càstig corporal es va començar a emprar fa temps (al s.XVII a molts països) formant part del càstig escolar. En alguns països, es va permetre com a raonable, fins i tot a les escoles públiques. En altres, es va considerar una forma d'abús.
La Convenció Internacional dels Drets de l'Infant de 1990 especifica que la disciplina escolar ha de respectar la dignitat de l'infant.
A partir de 2008, qualsevol forma de càstig corporal està prohibida a 18 països europeus i a 23 països de la resta del món.
Els càstigs corporals i la seva nocivitat són cada cop més denunciats fins i tot pels organismes oficials de molts països i pel Consell d'Europa, així com la seva ineficàcia a llarg termini. Olivier Maurel va escriure un llibre relativament conegut a França sobre aquest tema : Spanking, preguntes sobre la violència educativa (2004) que utilitza dades d'estudis científics.

### Càstigs prohibits a certs països

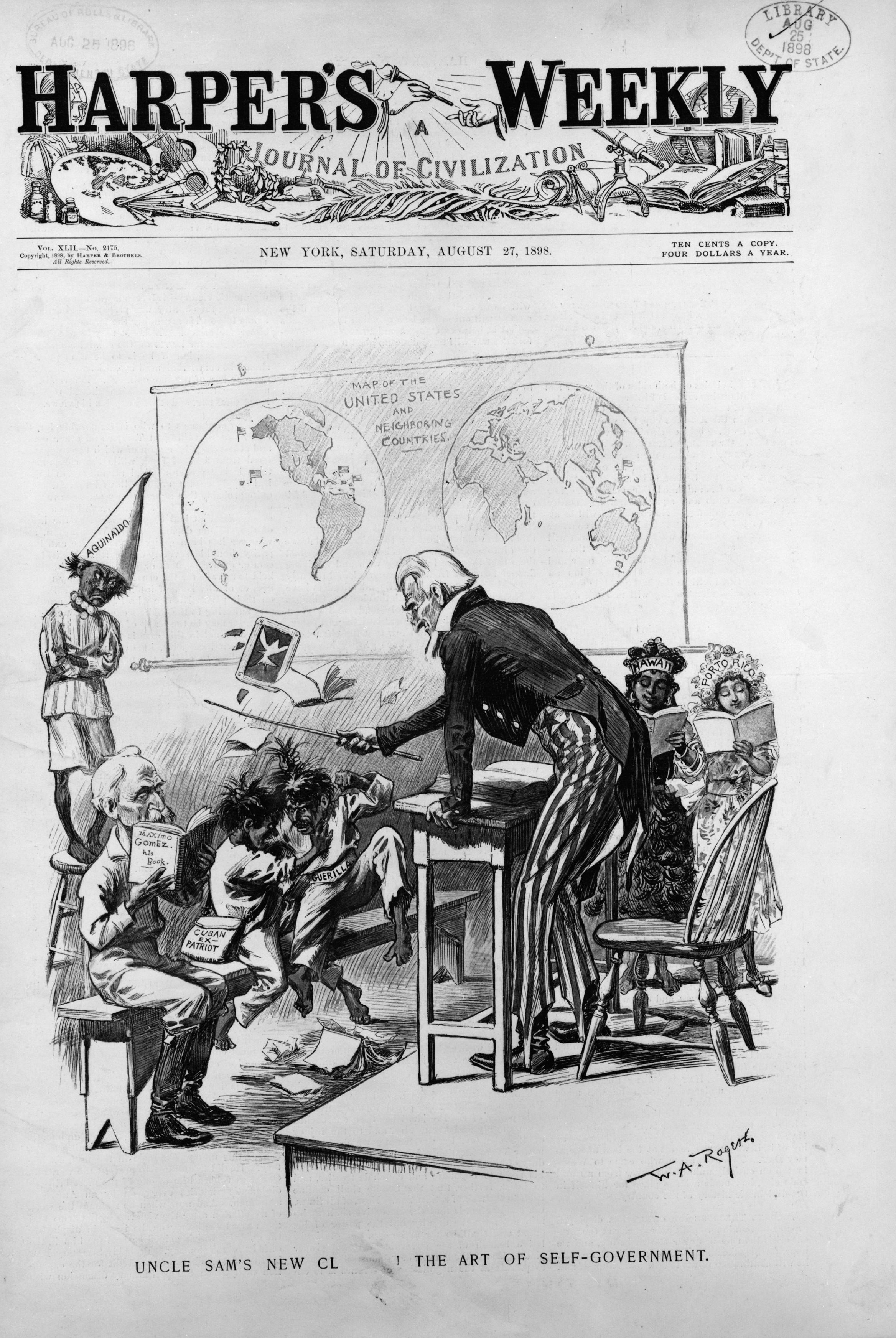
Una portada de Harper's Weekly de 1898 mostra una caricatura de la disciplina escolar.

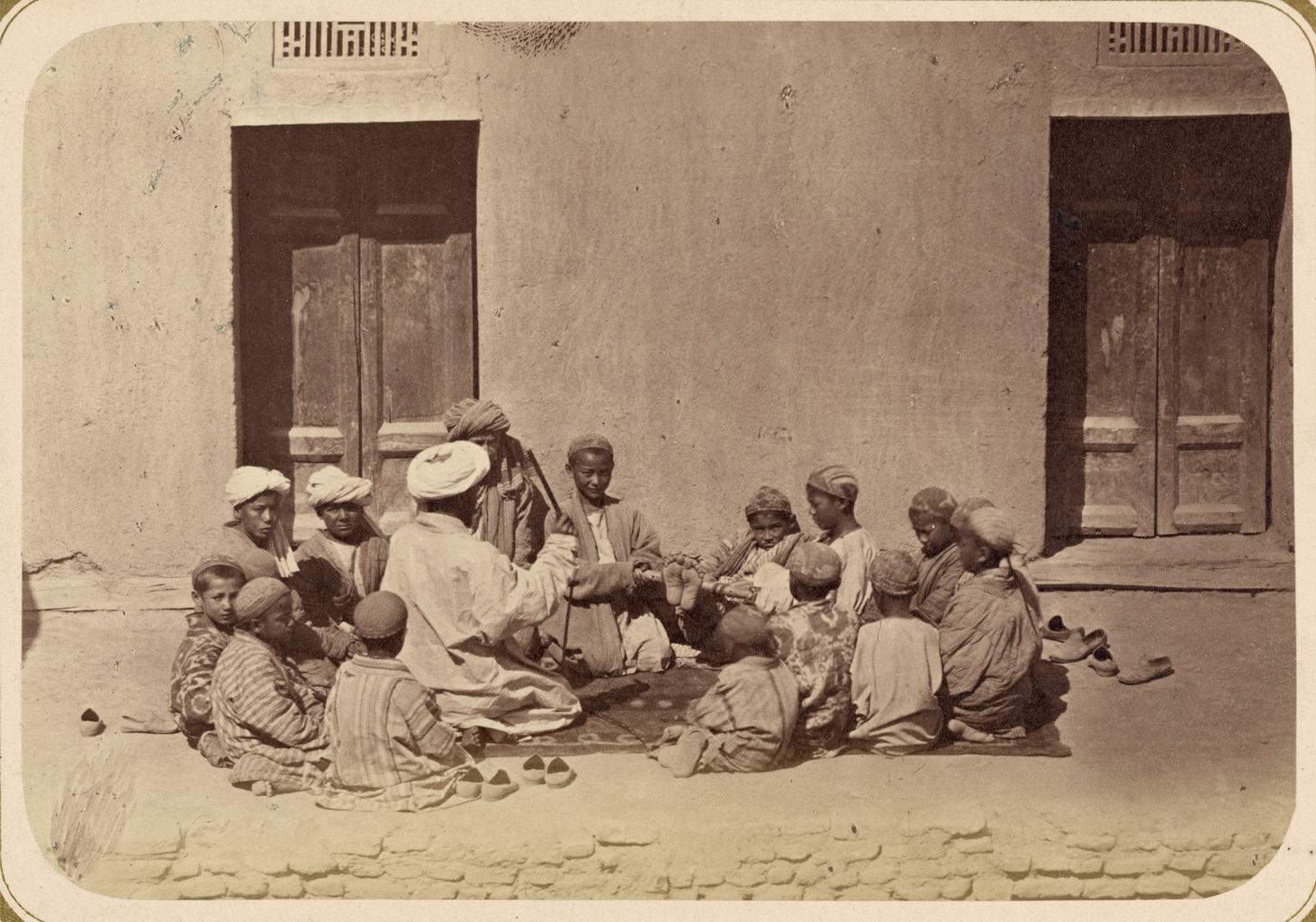
Cops de canya a la planta dels peus, falaka en en una escola musulmana, Turkestán, 1872

Alguns dels càstigs següents estan estrictament prohibits a França, d'altres no estan prohibits oficialment, però estan desaconsellats :
- Càstig corporal.
- Exclusió d'un alumne d'una classe no supervisada.
- La privació d'una interrupció completa a l'escola primària (la privació parcial d'una interrupció a l'escola primària roman autoritzada sempre que no superi la meitat de la durada d'aquesta interrupció)
- Detenció a primària.
- Orelles de burro. Actualment s'assimila com abús en molts països de la mateixa manera que el càstig corporal.
- Les línies de penalització (el BO especial de 13 de juliol de 2000 proscrit en el seu article 2.2 del capítol “ Organització de procediments disciplinaris en col·legis, instituts i centres educatius autonòmics sense, però, prohibir-ho formalment).
- Nota "zero " l'entrada de la mitjana per raons exclusivament disciplinàries. Tanmateix, l'atorgament d'una nota zero per a una tasca en blanc, una tasca no retornada a temps o per frau (apunt amagat, per exemple) segueix sent perfectament legal.
- La reducció de la nota d'un treball per raons exclusivament disciplinàries (excepte en cas de frau o si la feina no s'ha lliurat a temps).
- La disminució de la mitjana trimestral.
- Multes i sancions pecuniàries (no obstant això, cobrar per determinats serveis, per exemple : 5 € la reexpedició d'un carnet escolar malmès, perdut o robat és tolerat i fins i tot previst per la normativa interna de determinats establiments privats).
- El principi d'individualització de les sancions s'oposa al fet que una sanció es pugui aplicar indistintament a un grup d'alumnes.[9]
- La confiscació permanent o per un període anormalment llarg (per exemple fins a final de curs) d'objectes personals dels alumnes (telèfons mòbils, walkmans, consoles de jocs portàtils, etc.).[10] No obstant això, en cas de pertorbació provocada per aparell un durant una classe, el professor pot exigir a l'alumne que lliuri el dispositiu en qüestió. En aquest cas, li haurà de retornar en un "termini raonable" (final de classe o final de jornada).

## Sancions disciplinàries

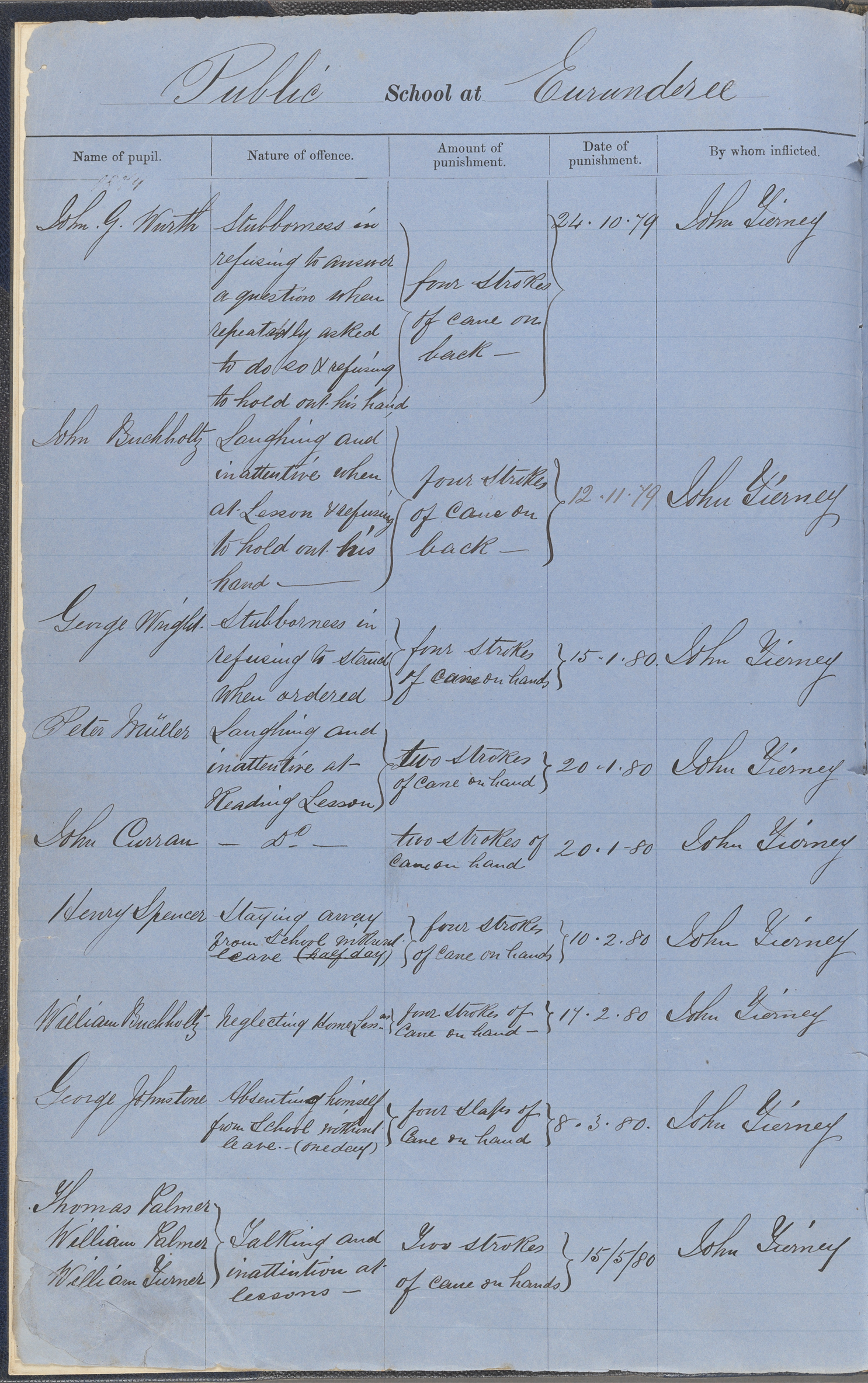
Punishment Book, de l'escola a la qual assisteix Henry Lawson, és un dels primers exemples supervivents d'aquest tipus de registre.

Les sancions disciplinàries les aplica el responsable de l'establiment o el consell de disciplina. « Són les sancions que el responsable de l'establiment pot dictar respecte als alumnes: avís, amonestació o exclusió temporal, per un màxim de vuit dies, de l'establiment o d'algun dels seus serveis auxiliars. El director del centre i l'equip docent han de procurar, en la mesura del possible, abans de la implantació d'un procediment disciplinari, trobar alguna mesura útil de caràcter educatiu.
Les sancions disciplinàries són mesures administratives. Cal comparar-los amb els trasllats forçats de funcionaris, o fins i tot amb l'acomiadament o l'acomiadament d'un empleat d'una empresa.
- Per a la llei de les sancions disciplinàries, vegeu Dret disciplinari: Àmbit educatiu.
- Repeticions forçades o les denegacions de re-inscripció per part de l'establiment per al curs escolar següent no es consideren sancions.

### Avís
Aquest tipus de sanció és similar a l'avís disciplinari aplicable als treballadors d'una empresa.
Es pot pronunciar per greus incompliments laborals, disciplinaris o fins i tot per absentisme. L'avís es notifica per correu als pares i s'anota a l'expedient escolar de l'alumne fins a final de curs. Com qualsevol advertència, es pot utilitzar com a circumstància agreujant per a futures sancions si es tornessin a produir fets similars.

### Exclusió temporal
Prohibició per a l'alumne d'assistir a la seva escola durant un període determinat. Pot ser pronunciada o bé pel cap de l'establiment o només pel consell de disciplina. L'exclusió temporal no pot excedir els vuit dies. Aquesta és la sanció més greu que es pot imposar a un estudiant just per sota de l'exclusió definitiva. La mesura s'esborra de l'expedient escolar de l'alumne al cap d'un any.
Aquest tipus de sanció és equiparable a una suspensió disciplinària d'un treballador d'una empresa. Les mesures d'exclusió temporal poden anar acompanyades d'una indemnització total o parcial.

### L'exclusió definitiva
Aquesta és la sanció més greu que es pot imposar a un estudiant. És comparable a un acomiadament disciplinari d'un treballador d'una empresa. Aquesta sanció no s'esborrarà de l'expedient escolar al cap d'un any (a diferència d'altres sancions).
Pot entrar en vigor al final del curs escolar en curs o aplicar-se immediatament. No obstant això, fins i tot en cas d'exclusió immediata, l'alumne ha de poder acabar el curs escolar que està seguint si és menor de 16 anys o si està en una classe que el prepara per a un examen (batxillerat, etc...). En aquest cas, l'estudiant haurà d'estar allotjat en un altre establiment (públic o privat) o, en el seu defecte, estar empadronat en un Centre Públic d'Ensenyament per Correspondència.

### Exclusió provisional
Quan es puguin retreure a un alumne actes d'extrema gravetat (violència voluntària, extorsió, robatori, introducció d'armes, narcòtics, etc.), el director pot, per la seguretat del seu establiment i dels seus alumnes, excloure immediatament i temporalment l'alumne en culpa, pendent de la Junta de Disciplina, que en aquest cas podrà ser traslladada a un altre establiment o a les dependències de la Direcció de Serveis del Departament d'Educació Nacional. No s'ha de confondre amb l'exclusió temporal perquè és una mesura provisional que es dicta a l'espera de sanció.

## La sanció reparadora
Com que el càstig només pot ser útil si s'entén, alguns educadors substitueixen els càstigs per reparacions : es tracta per exemple de netejar el que s'ha embrutat, de formular excuses en cas d'insult, etc...

### Pedagogia institucional
La pedagogia institucional utilitza aquest principi de reparacions, donant-los un marc institucional. El consell de classe cooperativa és la reunió de l'alumnat on es parla de tot allò referent a la vida de la classe, s'ocupa especialment de la resolució de conflictes, el desenvolupament de les normes de vida a classe i la seva transgressió.